# Murex (Murex) ternispina
Murex (Murex) ternispina is een slakkensoort uit de familie van de Muricidae. De wetenschappelijke naam van de soort werd in 1822 voor het eerst geldig gepubliceerd door Jean-Baptiste de Lamarck.